# Гидрооксалат лития
Гидрооксалат лития — неорганическое соединение,
кислая соль лития и щавелевой кислоты
с формулой LiHC2O4,
бесцветные кристаллы,
растворяется в воде,
образует кристаллогидраты.

## Физические свойства
Гидрооксалат лития образует бесцветные кристаллы.
Растворяется в воде.
Кристаллогидрат состава LiHC2O4•H2O теряет воду при 75-150°С,
образует бесцветные кристаллы
триклинной сингонии,
пространственная группа P 1,
параметры ячейки a = 0,5056 нм, b = 0,6140 нм, c = 0,3411 нм, α = 95,06°, β = 98,93°, γ = 78,57°, Z = 1 .

## Химические свойства
- Разлагается при нагревании:

{\displaystyle {\mathsf {2LiHC_{2}O_{4}\ {\xrightarrow {150-410^{o}C}}\ Li_{2}C_{2}O_{4}+CO+CO_{2}+H_{2}O}}}